# پانیاننور
پانیاننور (به انگلیسی: Panniyannur) یک منطقهٔ مسکونی در هند است که در بخش کنور واقع شده‌است. پانیاننور ۲۲٬۳۰۸ نفر جمعیت دارد.